# 米哈伊洛·布里尼克
米哈伊洛·塞尔希约维奇·布里尼克（羅馬化：Mykhailo Serhiiovych Brynyk；1974年11月21日—），乌克兰记者、作家、随笔作家、电视及广播节目主持人、编辑。曾创作乌克兰文学诗歌与散文选集的作者。
著有长篇小说《撕裂之心的真实柔情》（《克里夫巴斯信使》杂志，2001年）、《电子橡皮泥》（基辅：事实出版社，2007年）、三部曲《傻瓜象棋》（基辅：事实出版社，2008年）、《软骨面包》（基辅：雅罗斯拉夫围墙出版社，2012年）、《世界文学杰作帕德柳奇博士文选（第一卷）》（劳鲁斯出版社，2013年），并在文学期刊上发表的大量作品。
布里尼克还是国际象棋棋手（有等级）、研究所技术员、无调性巴扬手。曾获《乌克兰》杂志（1994年、1995年）和《克里夫巴斯信使》杂志（2001年）年度最佳出版物奖、火炬出版社奖（1996年）、“年度文化向导”奖（2007年）、“2008年加冕礼文学奖”以及“2008年BBC年度图书奖”。